# Hudson Italia
La Hudson Italia era una automobile coupé due porte prodotta in un numero limitato di esemplari dalla Hudson Motor Car Company di Detroit, Michigan, in collaborazione con la Carrozzeria Touring, nel biennio 1954-1955. L'idea che portò alla realizzazione di questa autovettura nasceva dalla volontà di proporre, nella gamma Hudson, una showcar e di sfruttare la sua notorietà per valorizzare tutta la produzione Hudson, come era già stato fatto dalla Chrysler in collaborazione con la Ghia.

## Il contesto
Progettata da Frank Spring e presentata il 14 gennaio del 1954 l'Italia si basava sulla piattaforma e sulla meccanica della Hudson Jet dalla quale differiva per la carrozzeria e per gli interni. L'Italia era di 23 centimetri più bassa della Jet ma manteneva il suo interasse di 2.667 millimetri (105 in). La differenza di altezza era data più che da una volontà specifica dalla adozione di un pianale della Hudson che risaliva al 1948.

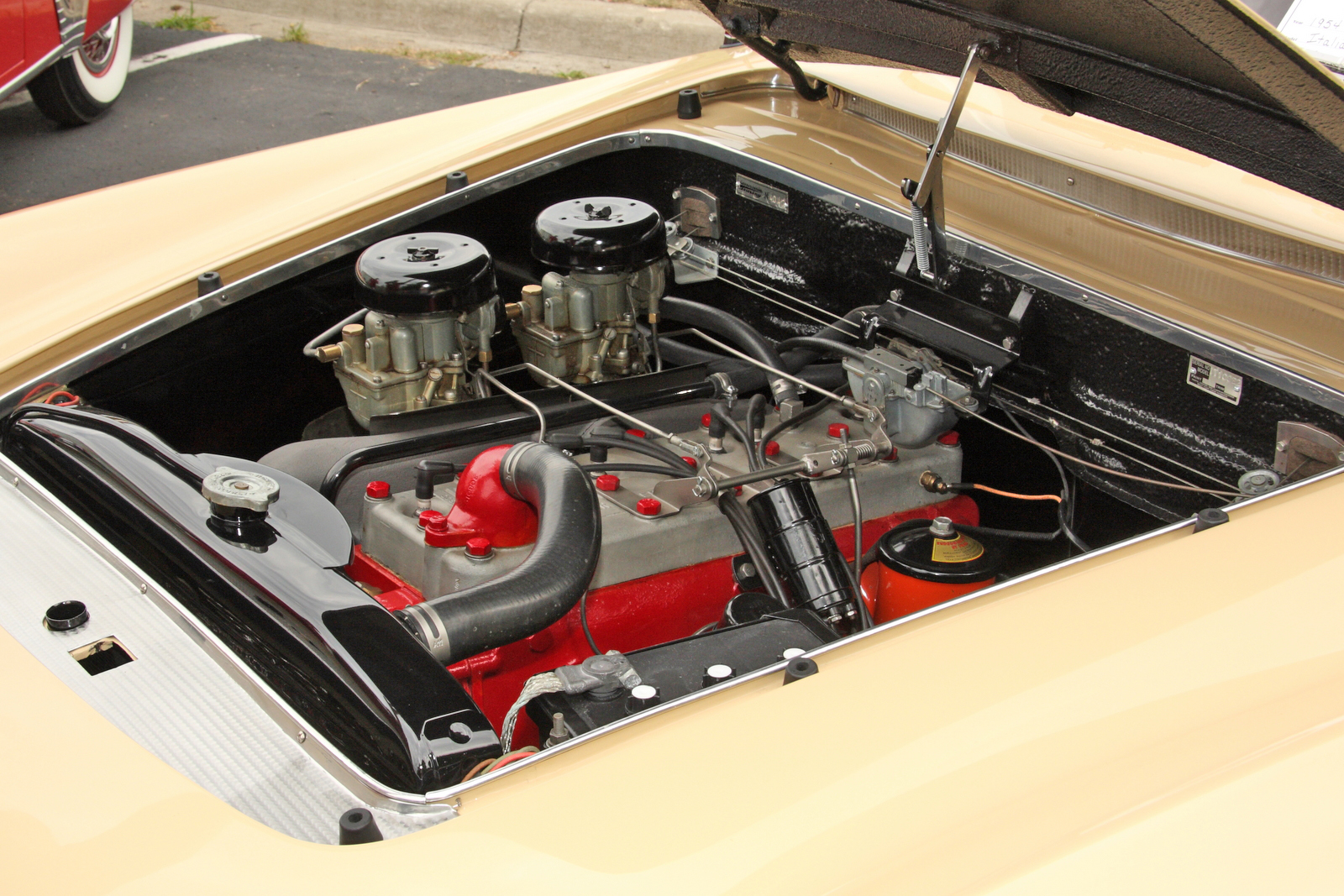
Il motore

Il progetto di Spring venne modificato dalla Touring. La nuova auto, che inizialmente si sarebbe dovuta chiamare Super Jet, presentava diverse caratteristiche innovative. La carrozzeria era in alluminio, il parabrezza era di disegno avvolgente, le portiere – dette portelli di aereo - facilitavano sia l'ingresso che l'uscita grazie a un taglio ricavato nel tetto della grandezza di 35,6 cm (14 in).
Il motore era l'Hudson da 3,3 L (202 ci) sei cilindri in linea con un rapporto di compressione di 8:1 e doppio carburatore a depressione. La trasmissione era del tipo manuale a tre marce con leva del cambio a colonna. I freni posteriori e anteriori erano a tamburo.
L'aspetto innovativo era la caratteristica più importante della Italia. Sopra i fari anteriori erano state realizzate delle prese d'aria i cui condotti raffreddavano i freni anteriori. Altre prese d'aria con il medesimo scopo erano state realizzate nella parte posteriore della carrozzeria. Le luci posteriori, comprese le frecce, erano state montate sull'estremità di tre tubi cromati che sporgevano dalla parte posteriore della vettura.

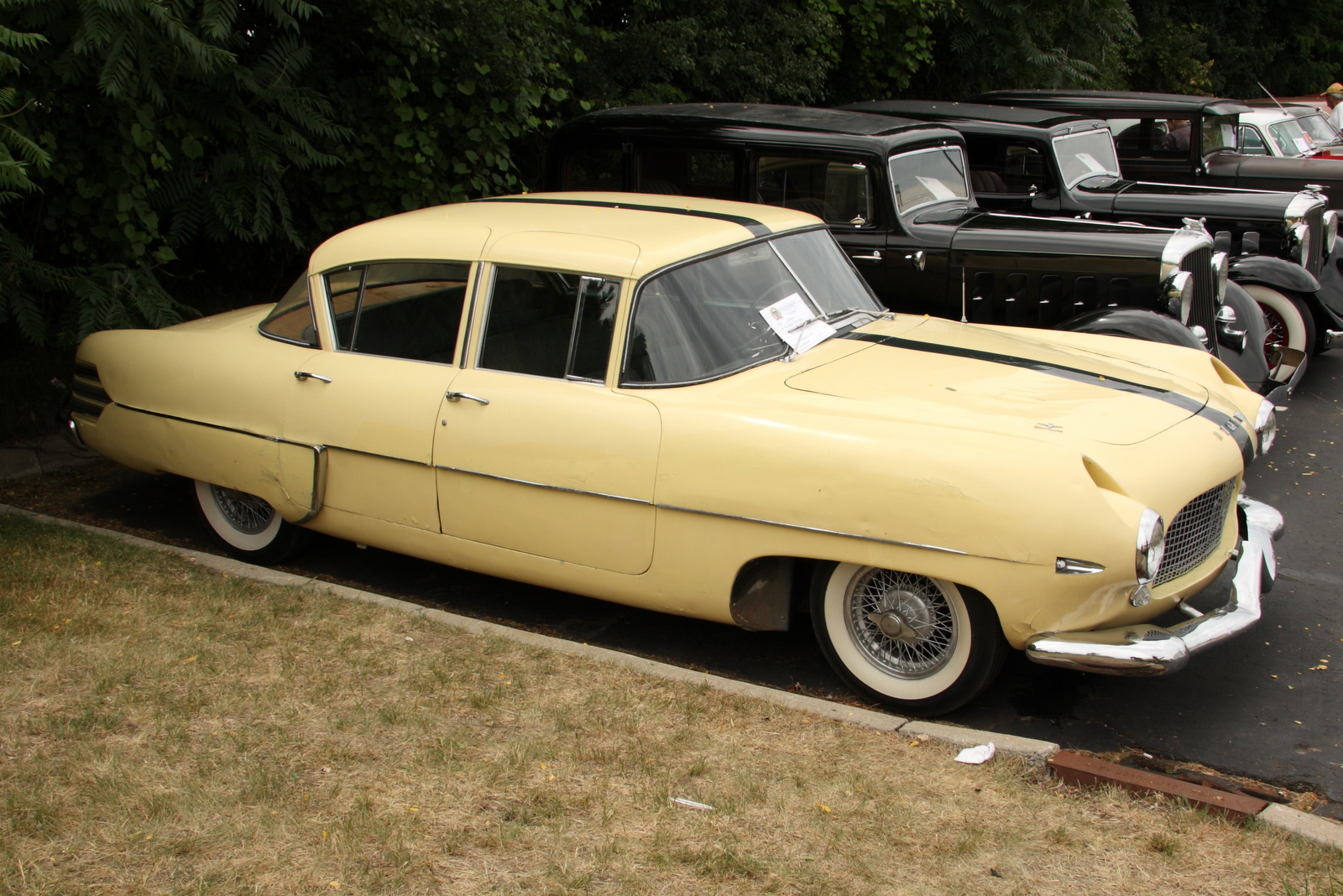
La Hudson Italia X-161

L'abitacolo aveva un fiammeggiante tappeto rosso di produzione italiana mentre i sedili, del tipo singolo, erano ricoperte di pelle di colore rosso e bianco e di vinile. La carrozzeria era in Italian Cream. Era presente anche un sistema di ventilazione dell'abitacolo, la radio e le cinture di sicurezza. Il paraurti anteriore aveva una grande V rovesciata centrale, un marchio della Hudson, che arrivava davanti alla calandra.
La vettura veniva a costare circa 4.350 dollari, nonostante la differenza nel costo del lavoro tra Italia e USA che si registrava allora. Inoltre c'erano voci di una possibile fusione tra la Hudson e la Nash e alla fine furono solo 25 Italia due porte più un prototipo per una versione a quattro porte chiamato X-161 effettivamente prodotte. Di queste sembra che ne esistano ancora 21.